# Saison 1987-1988 de snooker
Navigation
1986-1987 1988-1989
La saison 1987-1988 de snooker est la 20e saison de snooker. Elle regroupe 30 tournois organisés par la WPBSA entre août 1987 et juin 1988.

## Nouveautés
- Création du Masters de Tokyo.
- Le Masters de Thaïlande, de Malaisie et de Chine ne sont pas reconduits.

## Calendrier
| C = Tournoi classé (professionnel)                                |
| NC = Tournoi non classé (professionnel)                           |
| TE = Tournoi par équipes (professionnel)                          |
| P/A = Tournoi pro-am (professionnel et amateur)                   |
| TQ = Tournoi qualificatif pour le circuit professionnel (amateur) |

| Dates (mois-jour) | Dates (mois-jour) | Tournoi                                                               | Lieu            | Site                             | Cat. | Vainqueur                   | Finaliste                    | Score   | Références |
| 08–??             | 08–??             | Masters d'Australie                                                   | Sydney          | Parmatta Club                    | NC   | Stephen Hendry              | Mike Hallett                 | [ n 1 ] | [ 1 ]      |
| 08–??             | 08–??             | Championnat d'Australie                                               | Sydney          | Lakemba Services Memorial Club   | NC   | Warren King (en)            | Eddie Charlton               | 10–7    | [ 2 ]      |
| 08–??             | 08–??             | Championnat du Canada                                                 | Toronto         | Scarborough Village Theatre      | NC   | Cliff Thorburn              | Jim Bear                     | 8–4     | [ 2 ]      |
| 08–28             | 08–31             | Masters de Tokyo                                                      | Tokyo           |                                  | NC   | Dennis Taylor               | Terry Griffiths              | 6-3     | [ 3 ]      |
| 09–02             | 09–06             | Masters de Hong Kong                                                  | Hong Kong       | Stade de la Reine Elisabeth      | NC   | Steve Davis                 | Stephen Hendry               | 9–3     | ,          |
| 09–17             | 09–20             | Masters d'Écosse                                                      | Glasgow         | Hospitality Inn                  | NC   | Joe Johnson                 | Terry Griffiths              | 9–7     | [ 6 ]      |
| 09–21             | 09–23             | Challenge Carling                                                     | Dublin          | RTÉ Studios                      | NC   | Dennis Taylor               | Joe Johnson                  | 8–5     | [ 7 ]      |
| 09-19             | 09-26             | Séries qualificatives pour le circuit professionnel 88/89 (épreuve 4) | Prestatyn       | Pontins                          | TQ   | Nick Terry (en)             | Mark Johnston-Allen (en)     | 5-4     |            |
| 09–25             | 10–04             | Open international                                                    | Stoke-on-Trent  | Trentham Gardens                 | C    | Steve Davis                 | Cliff Thorburn               | 12–5    | [ 8 ]      |
| 10–??             | 10–??             | Championnat Matchroom                                                 | Southend-on-Sea | Cliffs Pavilion                  | NC   | Dennis Taylor               | Willie Thorne                | 10–3    | [ 3 ]      |
| 10–17             | 10–25             | Grand Prix                                                            | Reading         | The Hexagon                      | C    | Stephen Hendry              | Dennis Taylor                | 10–7    | [ 9 ]      |
| 10–27             | 10–31             | Masters du Canada                                                     | Toronto         | CBC Television Studios           | NC   | Dennis Taylor               | Jimmy White                  | 9–7     | [ 10 ]     |
| 11–13             | 11–29             | Championnat du Royaume-Uni                                            | Preston         | Preston Guild Hall               | C    | Steve Davis                 | Jimmy White                  | 16–14   | [ 11 ]     |
| 12–01             | 12–13             | Championnat du monde par équipes                                      | Northampton     | Derngate Centre                  | TE   | Mike Hallett Stephen Hendry | Cliff Thorburn Dennis Taylor | 12–8    | [ 12 ]     |
| 01–01             | 01–10             | Classique de snooker                                                  | Blackpool       | Norbreck Castle Hotel            | C    | Steve Davis                 | John Parrott                 | 13–11   | [ 13 ]     |
| 01–??             | 01–??             | Championnat d'Afrique du Sud                                          | Germiston       |                                  | NC   | Francois Ellis              | Jimmy van Rensberg (en)      | 9–4     | [ 2 ]      |
| 01-??             | 01-??             | Open des Pays-Bas                                                     | Rotterdam       | Ahoy Stadium                     | P/A  | Jonathan Birch              | Alex Higgins                 | 6-2     |            |
| 01–24             | 01–30             | Masters                                                               | Londres         | Wembley Conference Centre        | NC   | Steve Davis                 | Mike Hallett                 | 9–0     | [ 14 ]     |
| 02–04             | 02–10             | Championnat d'Angleterre                                              | Ipswich         | Corn Exchange                    | NC   | Dean Reynolds               | Neal Foulds                  | 9–5     | ,          |
| 02–08             | 02–12             | Championnat d'Irlande                                                 | Antrim          | Antrim Forum                     | NC   | Jack McLaughlin (en)        | Dennis Taylor                | 9–4     | ,          |
| 02–08             | 02–12             | Championnat du pays de Galles                                         | Newport         | Newport Centre                   | NC   | Terry Griffiths             | Wayne Jones (en)             | 9–3     | ,          |
| 02–11             | 02–14             | Championnat d'Écosse                                                  | Édimbourg       | Marco's Leisure Centre           | NC   | Stephen Hendry              | Murdo MacLeod                | 13–2    | ,          |
| 02–21             | 03–06             | Open de Grande-Bretagne                                               | Derby           | Assembly Rooms                   | C    | Stephen Hendry              | Mike Hallett                 | 13–2    | ,          |
| 03–16             | 03–19             | Coupe du monde                                                        | Bournemouth     | Bournemouth International Centre | TE   | Angleterre                  | Australie                    | 9–7     | ,          |
| 03–22             | 03–27             | Masters d'Irlande                                                     | Kill            | Goff's                           | NC   | Steve Davis                 | Neal Foulds                  | 9–4     | ,          |
| 04–06             | 04–09             | Coupe Kent                                                            | Pékin           |                                  | NC   | John Parrott                | Martin Clark                 | 5–1     | [ 3 ]      |
| 04–16             | 05–02             | Championnat du monde                                                  | Sheffield       | Crucible Theatre                 | C    | Steve Davis                 | Terry Griffiths              | 18–11   | [ 25 ]     |
| 05–07             | 05–14             | Tournoi Pontins professionnel                                         | Prestatyn       | Pontins                          | NC   | John Parrott                | Mike Hallett                 | 9–1     | [ 26 ]     |
| 01–??             | 05–??             | Ligue Matchroom                                                       |                 |                                  | NC   | Steve Davis                 | Stephen Hendry               | [ n 2 ] | [ 27 ]     |
| 06-??             | 06-??             | Tournoi Pontins pro-am (printemps)                                    | Prestatyn       | Pontins                          | P/A  | Ken Doherty                 | Colin Morton                 | 7-5     |            |

## Classement mondialen début et fin de saison

### Classement après lechampionnat du monde 1987
| Rang | Évol.         | Joueur            |
| 1    | en stagnation | Steve Davis       |
| 2    | en stagnation | Cliff Thorburn    |
| 3    | 1             | Dennis Taylor     |
| 4    | 1             | Tony Knowles      |
| 5    | 2             | Jimmy White       |
| 6    | 3             | Alex Higgins      |
| 7    | 4             | Willie Thorne     |
| 8    | 8             | Joe Johnson       |
| 9    | 4             | Kirk Stevens      |
| 10   | 2             | Terry Griffiths   |
| 11   | 1             | Tony Meo          |
| 12   | 1             | Silvino Francisco |
| 13   | 10            | Neal Foulds       |
| 14   | 1             | Doug Mountjoy     |
| 15   | 9             | Ray Reardon       |
| 16   | 11            | Rex Williams      |

### Classement après lechampionnat du monde 1988
| Rang | Évol.         | Joueur            |
| 1    | en stagnation | Steve Davis       |
| 2    | 3             | Jimmy White       |
| 3    | 10            | Neal Foulds       |
| 4    | 2             | Cliff Thorburn    |
| 5    | 3             | Joe Johnson       |
| 6    | 4             | Terry Griffiths   |
| 7    | 3             | Tony Knowles      |
| 8    | 5             | Dennis Taylor     |
| 9    | 3             | Alex Higgins      |
| 10   | 2             | Silvino Francisco |
| 11   | 4             | Willie Thorne     |
| 12   | 4             | Rex Williams      |
| 13   | 4             | John Parrott      |
| 14   | en stagnation | Doug Mountjoy     |
| 15   | 14            | Dean Reynolds     |
| 16   | 11            | Mike Hallett      |